# Cétacia 2 : Le Peuple élu
 (mars 2015).
Si vous disposez d'ouvrages ou d'articles de référence ou si vous connaissez des sites web de qualité traitant du thème abordé ici, merci de compléter l'article en donnant les références utiles à sa vérifiabilité et en les liant à la section « Notes et références ».
Le Peuple élu est le tome 2 de la série de livres Cétacia, écrit par Mel Gosselin, et paru en 2012.

## Synopsis
Cétacia incarne le vécu des exilés canadiens-français.

## Site officiel
- Le site officiel de Cétacia